# ベッルーノ
ベッルーノ（伊: Belluno [belˈluːno] ( 音声ファイル)）は、イタリア共和国ヴェネト州にある都市で、その周辺地域を含む人口約35,000人の基礎自治体（コムーネ）。ベッルーノ県の県都である。

## 名称
日本語ではベルノと表記される場合もある。

## 地理

### 位置・広がり

#### 隣接コムーネ
隣接するコムーネは以下の通り。括弧内のTVはトレヴィーゾ県所属を示す。
- アルパゴ
- リマーナ
- ロンガローネ
- ポンテ・ネッレ・アルピ
- セーディコ
- ソスピローロ
- ヴィットーリオ・ヴェーネト (TV)

### 気候分類・地震分類
気候分類では、zona F, 3043 GGに分類される。
また、イタリアの地震リスク階級 (it) では、zona 1 (sismicità alta) に分類される。

## 行政

### 地区・分離集落
ベッルーノには、以下の25地区(クアルティエーレ)がある。
- Baldenich
- Bersaglio
- Borgo Garibaldi
- Borgo Piave
- Borgo Prà
- Col di Piana
- Chiesurazza
- Lambioi
- L'Anta
- La Cerva
- La Rossa
- La Veneggia
- Mares
- Mussoi
- Nogaré
- Quartier Cadore
- San Francesco
- San Gervasio
- San Lorenzo
- San Pellegrino
- Piave (o via Montegrappa)
- Via Feltre-Maraga
- Vezzano

また、以下の分離集落（フラツィオーネ）がある。
- Anconetta
- Antole
- Bes
- Bolzano
- Caleipo
- Castion
- Castoi
- Cavarzano
- Cet
- Cirvoi
- Col di Salce
- Col di Roanza
- Cusighe
- Faverga
- Fiammoi
- Fisterre
- Giamosa
- Giazzoi
- Gioz
- Levego
- Madeago
- Mier
- Nevegàl
- Orzes
- Pascoli
- Pedeserva
- Pra de Luni
- Rivamaor
- Safforze
- Sagrogna
- Sala
- Salce
- San Fermo
- San Pietro in Campo
- Sois
- Sargnano
- Sopracroda
- Sossai
- Tisoi
- Vezzano
- Vignole
- Visome

## 経済・産業
1965年にベネトンが最初の店を開業したのがベッルーノであった。
眼鏡産地としてベッルーノが言及されることがあるが、産業の集積地はベッルーノ県下のカドーレ地方であり、ベッルーノ市ではない（ベッルーノ県#眼鏡参照）。

## スポーツ
1985年2月16日から24日の期間で、第12回ユニバーシアード冬季大会が開催された。

## 姉妹都市
- チェルヴィア、イタリア
- ペーザロ・エ・ウルビーノ県、イタリア
- ベンド、アメリカ合衆国

## 人物

### 著名な出身者
- グレゴリウス16世 - 19世紀前半のローマ教皇。